# بورتولا فالي
بورتولا فالي (بالإنجليزية: Portola Valley)‏ هي إحدى مدن مقاطعة سان ماتيو، كاليفورنيا. تم إعطاءها لقب مدينة في 14 يوليو، 1964.
سمي على اسم المستكشف الإسباني غاسبار دي بورتولا.

## معرض صور

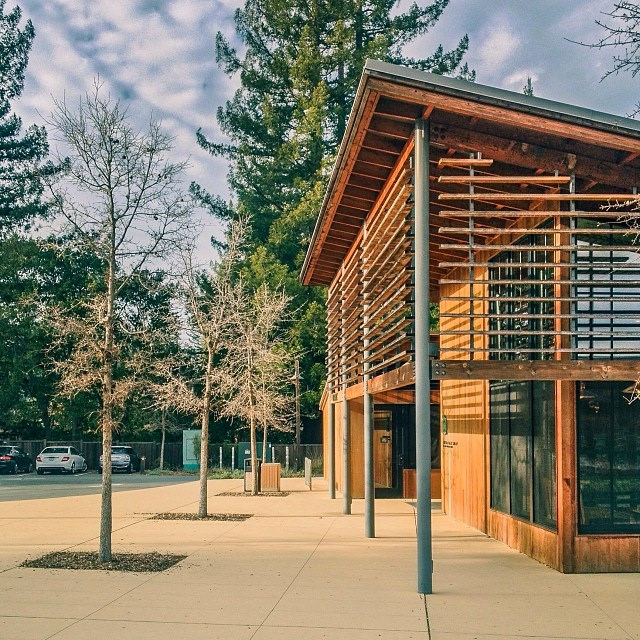
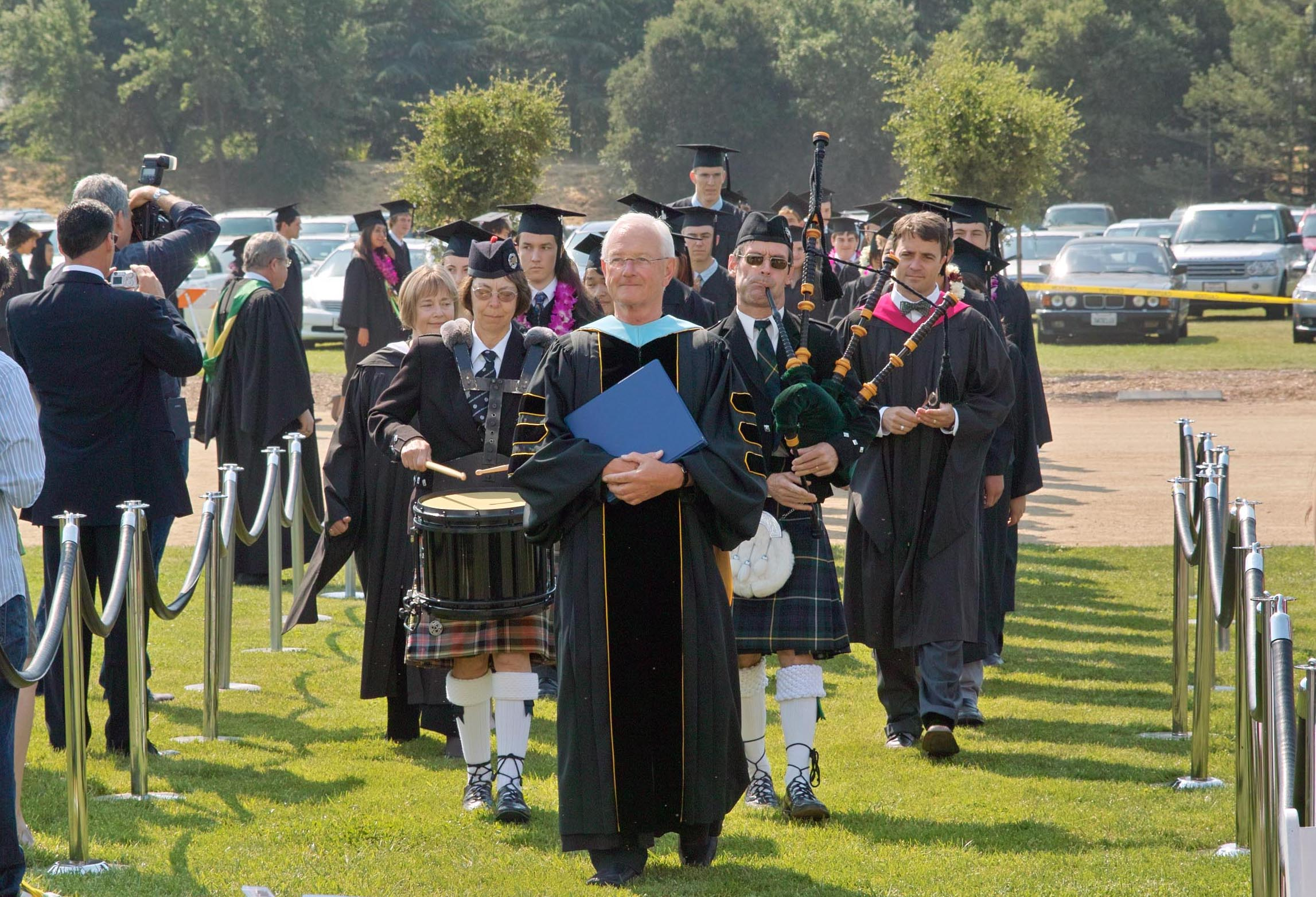
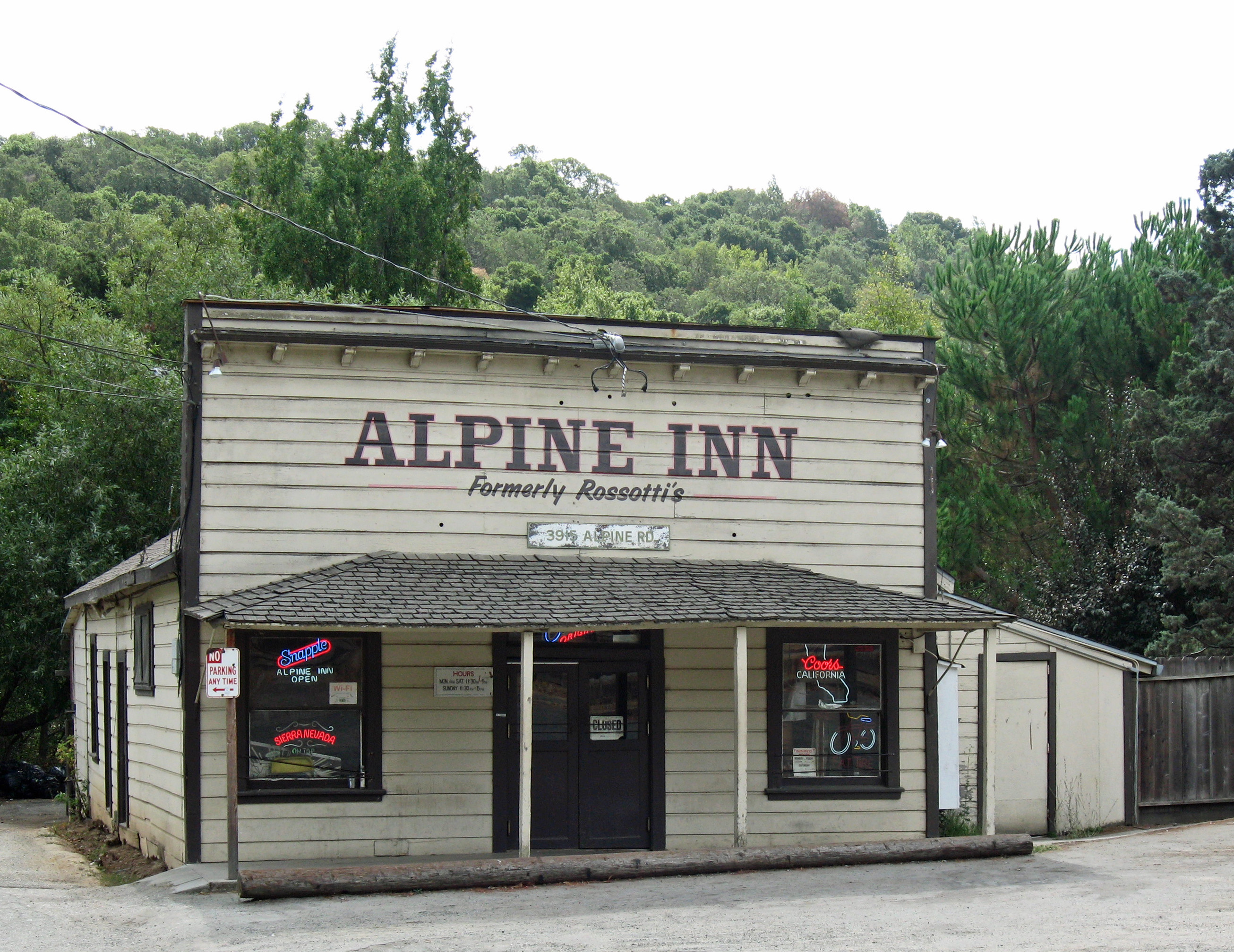